# Grillkota

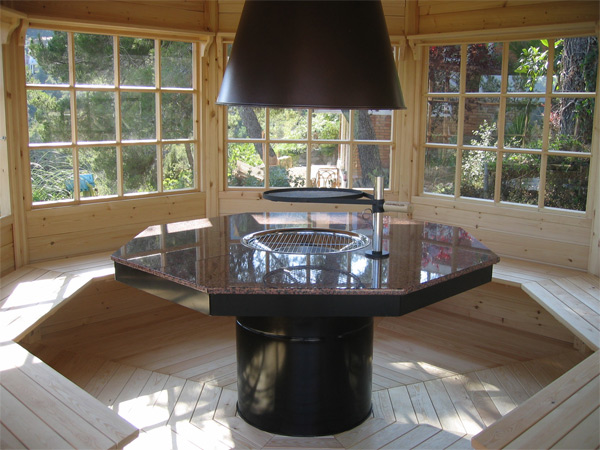
Inneneinrichtung einer Grillkota

Eine Grillkota bezeichnet eine Hütte (meist mehreckig) aus Holz, in unterschiedlichen Größen, in der sich in der Mitte eine Feuer- bzw. Grillstelle befindet. Grillkota leitet sich aus dem traditionellen Namen ab, kann aber auch Finnische Grillhütte, Grill-Pavillon, Feuerkota oder einfach Grillhaus genannt werden.

## Geschichte und Herkunft
Der Begriff Kota (Kåta, schwedisch; Kåt, norwegisch) kommt aus dem skandinavischen Raum und bezeichnet eigentlich die traditionellen Zelte der Samen, den Ureinwohnern Lapplands. Schon damals wurde auf offenem Feuer in der Mitte der Zelte gekocht. Im Deutschen hat sich die Bezeichnung „Kothe“ – ein größeres Gruppenzelt – daraus abgeleitet. Kotas aus Holz sind meist mehreckig und nicht rechteckig gebaut, da es den Samen bis ins frühe 20. Jahrhundert verboten war, ihre Holzhütten rechteckig zu bauen. Der Boden wurde traditionell mit Birken- oder anderem Reisig belegt, das regelmäßig ausgewechselt wurde. Darauf wurden Rentier- bzw. andere Tierfelle gelegt. Der Hausrat wurde an der Decke aufgehängt. In der Kåta lebten früher sowohl die Menschen als auch die Hunde und andere Haustiere.

## Die Grillkota heute
Was in skandinavischen Ländern schon lange normal ist, ist jetzt auch international beliebt: die Grillkota als Grillhütte in den heimischen Gärten. Kotas gibt es heute in vielen Größen und Formen. Wie damals ist auch heute noch allen Arten die mittig angelegte Feuerstelle gemein, die früher meist aus Steinen geschichtet war, sowie ein Rauchloch oben in der Mitte. Für einige tausend Euro kann man die Grillkotas aus Holz erstehen und selbst aufbauen.